# Ivone Gebara
Ivone Gebara (São Paulo, 1944) é uma freira católica, filósofa e teóloga feminista brasileira.
Nascida em São Paulo, de ascendência sírio-libanesa, ingressou na Congregação das Irmãs de Nossa Senhora - Cônegas de Santo Agostinho em 1967, aos vinte e dois anos,  depois de graduar-se em filosofia. Obteve seu doutorado em filosofia pela Pontifícia Universidade Católica de São Paulo e em Ciências Religiosas pela Universidade Católica de Lovaina.
Ligada à Teologia da Libertação, entre 1973 e 1989, foi professora de filosofia e teologia no Instituto Teológico do Recife (ITER), na época em que Dom Hélder Câmara era o arcebispo de Recife. Desde então dedica seu tempo a escrever e a ministrar cursos e palestras, em diversos países do mundo, sobre hermenêuticas feministas, novas referências éticas e antropológicas e os fundamentos filosóficos e teológicos do discurso religioso.
A partir de 1973, passou a viver no Nordeste e morou em um bairro pobre de Camaragibe, na  Região Metropolitana do Recife, a 25 km da capital pernambucana. Foi integrante da Associação Ecumênica de Teólogos do Terceiro Mundo. Colaborou com diferentes revistas de teologia, tais como: "Alternativa", "Tempo  e Presença", "Spiritus", "Conspirando", etc. 
Em 1995, Ivone Gebara foi processada e condenada pelo Vaticano por fazer críticas à doutrina moral da  Igreja, especialmente no tocante ao aborto, em uma entrevista à revista Veja, afirmou que o aborto não deveria ser considerado pecado para as mulheres pobres, e que a opção pelos pobres defendida pela teologia da libertação exigiria uma maior tolerância para as mulheres pobres que decidem interromper a gravidez sendo-lhe imposto o silêncio obsequioso - a mesma punição atribuída, em 1985, ao ex-franciscano Leonardo Boff, também ligado à Teologia da Libertação. Ficou fora do Brasil durante os dois anos de silêncio forçado a que foi condenada. Nesse período obteve seu segundo doutorado, em Ciências da Religião, pela Universidade Católica de Louvain, na Bélgica, e produziu um livro em que aborda a questão do mal: Rompendo o silêncio: uma fenomenologia feminista do mal.

## Teóloga eco-feminista
Ivone Gebara, influenciada por Rosemary Radford Ruether, Elisabeth Schüssler Fiorenza, Dorothee Sölle, entre outras, é considerada uma das fundadoras da teologia feminista na América Latina, que elaborou sua reflexão feminista a partir dos problemas concretos suscitados no contexto latinoamericano. Parte de suas reflexões busca investigar a função e o significado do fenômeno religioso na vida das pessoas.
Ivone se opunha às imposições de dogmas, pois tais imposições gerariam escravidão e dependência. A busca dos significados mais profundos ajudariam a obter a liberdade.
Ivone criticava o documento "Dominus Iesus" produzido pela Congregação para a Doutrina da Fé, que ao afirmar que Jesus como "Filho de Deus, Salvador e Mediador Único e Universal", além de fechar portas para o diálogo interreligioso, também daria uma base para a marginalização das mulheres dentro da Igreja Católica, isso porque, o entendimento de que Jesus seria o único mediador para a salvação, excluiria as mulheres como portadoras da graça e da salvação, função que, segundo a cristologia tradicional, seria restrita aos homens, que seriam os únicos representantes legítimos de Cristo.
Nesse contexto, Ivone defendia, como alternativa à exclusividade salvífica de Jesus, a multiplicidade de caminhos de salvação, de justiça, ternura e felicidade,  que incluísse os interesses das mulheres e dos marginalizados. Trata-se de superar o centralismo cristológico masculino e buscar uma dimensão plural e inclusiva. Esta perspectiva permite reconhecer a dignidade e a dimensão salvífica de outras religiões, culturas e cosmovisões, como as afroamericanas e indígenas, que sofreriam discriminação por parte dos cristãos e da cultura ocidental em geral desde os tempos da conquista até os nossos dias. A partir de tal reconhecimento se poderia estabelecer um diálogo interreligioso para estabelecer critérios mínimos éticos de respeito, convivência pacífica e colaboração para a defesa do meio ambiente e o estabelecimento de justiça e paz entre homens e mulheres.
Ivone defendia que se deveria superar "uma espécie de idolatria" em torno da figura de Jesus e descentralizar tal figura, isso por meio da inclusão das marginalizadas e dos marginalizados na dimensão crística de nossa existência. Desse modo seriam fortalecidos laços de solidariedade, resgatados a sabedoria e a ética ensinadas por Jesus em conjunto com a sabedoria e a ética de outras religiões e culturas.
Além disso, Ivone sustentava que a cristologia deve sofrer um processo de desantropologização, que permitisse considerar a dimensão ecológica da fé:
| “ | "Os seres humanos não somente necessitam hoje serem salvos dos pecados que cometemos uns contra os outros. Necessitamos também salvar a natureza dos pecados que cometemos contra ela" | ” |

Ivone procurou desconstruir as categorias patriarcais presentes na Bíblia, na organização eclesiástica e na teologia católica, por meio da reconstrução e reinterpretação do cristianismo a partir da perspectiva das mulheres pobres através da recuperação de sua memória histórica, que revelaria uma constante atitude de resistência, ativa e passiva, em favor de uma sociedade fraternal. Para isso, se utilizou da "hermenêutica da suspeita", que é uma perspectiva teológica não regida por um racionalismo rígido e dogmático, que exige superar o medo, duvidar de certas respostas estereotipadas e formular perguntas relacionadas à fé.
Ivone associava a discriminação contra a mulher à discriminação contra a natureza e, portanto, questionava a interpretação antropocêntrica do relato bíblico da criação que que apresenta o homem como rei e senhor da criação, pois legitimaria a depredação da natureza e a marginalização da mulher. Nesse contexto, defendia a necessidade de desenvolver um pensamento teológico em chave ecofeminista, vinculado à nova interpretação sociohistórica da Bíblia.

## Doutorado em teologia
Ivone foi orientada por Adolph Gesché na elaboração de sua tese de doutorado na Universidade Católica de Lovaina. Essa tese teve como ponto de partida estudos sobre as relações entre feminino e masculino como construções sociais capazes de produzir um certo tipo de opressão e de exclusão das mulheres de uma cidadania integral. Nesses estudos investigou o enigma da maldade humana, a partir de uma análise de gênero através do método fenomenológico influenciada por autores como Edmund Husserl, Paul Ricoeur, entre outros. Tratava-se de uma fenomenologia existencial elaborada a partir do sofrimento das mulheres, como base nos núcleos de reflexão:
1. fenomenologia do mal sobre o feminino;
2. compreensão do mal, com base na hermenêutica de gênero;
3. Experiência da salvação das mulheres;
4. Deus na perspectiva das mulheres.

Ivone acreditava que falar do mal a partir da perspectiva religiosa exigiria, para as mulheres, falar de um Deus com muitos rostos e com nenhum; um Deus que se inseriria em sua vida cotidiana, se mostraria clemente em umas ocasiões e exigente em outras; um Deus crítico e iconoclasta das falsas imagens que fizeram dele.
Ivone entendia:
1. o pecado como a negação da vida e da dignidade dos seres humanos, especialmente das mulheres, e a degradação do meio ambiente;
2. o caminho para a salvação como a transgressão da ordem estabelecida[5].

## Principais obras publicadas
Ivone Gebara é autora de mais de trinta livros e inúmeros artigos publicados em português, espanhol, francês, inglês e alemão. Dentre suas principais obras, destacam-se: 
- "María mujer profética" (em co-autoria com Maria Clara Luchetti Bingemer, San Pablo, Madri, 1988);
- "As incomodas filhas de Eva na Igreja da América Latina" (1990);
- "Poder e não poder das mulheres" (1991);
- "Vida Religiosa, da teologia patriarcal à teologia feminista" (1992);
- Trindade: palavra sobre coisas velhas e novas. Uma perspectiva ecofeminista (1994)
- "Teologia a ritmo de mujer" (San Pablo, Madrid, 1995);
- Teologia ecofeminista. Ensaio para repensar o Conhecimento e a Religião (1997)
- "Longin for running Water. Ecofeminism and Liberation" (Fortress Press, Minneapolis, Minnesota, 1999);
- Rompendo o silêncio. Uma fenomenologia feminista do Mal (2000)
- A Mobilidade da Senzala Feminina. Mulheres Nordestinas, Vida Melhor e Feminismo (2000)
- "Intuiciones ecofeministas. Ensayo  para repensar el conocimiento y la religión" (Trotta, Madrid, 2000);
- "Cultura e relaçôes de gênero" (São Paulo, 2001);
- "El rostro oculto del mal. Una teología desde la experiencia de las mujeres" (Trotta, Madrid, 2002);
- "La sed de sentido. Búsquedas ecofeministas en prosa poética" (Montevideo, 2002);
- La sed de sentido. Búsquedas ecofeministas en prosa poética (2002)
- "Pour libérer la Théologie" (Canadá, 2002);
- As águas do meu poço. Reflexões sobre experiências de liberdade (2005)
- "O que é teologia" (Brasiliense, São Paulo, 2006);
- O que é Teologia Feminista (2007)
- "Compartir los panes y los peces. Cristianismo, teología y teología feminista" (Doble clic, Editoras, Montevideo, 2008)[5]
- O que é Cristianismo (2008)
- Vulnerabilidade, Justiça e e Feminismos - Antologia de Textos (2010)
- Terra - Eco Sagrado (Teologia da Libertação e Educação Popular) (com Arno Kayser)
- Filosofia feminista - uma brevíssima introdução (2017)
- Travessias e acenos (1º romance) - Edições Terceira Via (2018)